# Rekeningafschrift
Een rekeningafschrift of bankuittreksel (Vlaanderen) is een lijst met gemaakte betalingen en afschrijvingen van een bepaalde tijd. Het afschrift geeft een overzicht over het momentele, uitgegeven en ontvangen saldo van een bankrekening. Ook bevat het het adres van de persoon in kwestie, en zijn of haar IBAN-nummer.
De term dagafschrift betekent strikt genomen een rekeningafschrift met de boekingen van één dag, maar wordt ook wel gebruikt voor een rekeningafschrift met de boekingen van bijvoorbeeld een maand.
Banken kunnen een rekeningafschrift op papier en/of digitaal als pdf-bestand verstrekken, en/of dezelfde informatie op een andere manier digitaal verstrekken, met bijvoorbeeld mutaties in een lijst en/of elk als rij van een spreadsheet. 

## Mutatiesoorten
Mutaties worden onderverdeeld in "bij" en "af" en verder in mutatiesoorten. Deze hebben vaak ook een code.
Bij ING bijvoorbeeld:
AC = Acceptgiro, BA = Betaalautomaat, DV = Diversen, FL = Filiaalboeking, GF = Telefonisch bankieren, GM = Geldautomaat, GT = Internetbankieren, IC = Incasso, OV = Overschrijving, PK = Opname kantoor, PO = Periodieke Overschrijving, ST = Storting, VZ = Verzamelbetaling.
De codes GF, GM, GT en PK zijn nog afkomstig van voormalige termen, respectievelijk Girofoon, Giromaat, Girotel en postkantoor.
Een verzamelbetaling houdt in dat een zakelijke klant meerdere betalingsopdrachten (een batch) in één bestand bij de bank aanlevert. Hoewel dit  voor de ontvanger niet uitmaakt, informeert de bank de ontvanger dus wel hierover door middel van de aparte mutatiesoort en bijbehorende code. 
Ander voorbeeld:
| Afkorting | Betekenis              |
| --------- | ---------------------- |
| ac        | acceptgiro             |
| ba        | betaalautomaat         |
| bc        | betalen contactloos    |
| bg        | bankgiro opdracht      |
| cb        | crediteurenbetaling    |
| ck        | Chipknip               |
| db        | diverse boekingen      |
| eb        | bedrijven Euro-incasso |
| ei        | euro-incasso           |
| ga        | geldautomaat Euro      |
| gb        | geldautomaat VV        |
| id        | iDEAL                  |
| kh        | kashandeling           |
| ma        | machtiging             |
| nb        | NotaBox                |
| sb        | salaris betaling       |
| sp        | spoedopdracht          |
| tb        | eigen rekening         |
| tg        | telegiro               |
| CR        | tegoed                 |
| D         | tekort                 |